# Fiat Linea
Fiat Linea este un sedan compact produs de constructorul italian Fiat între 2007 și 2018. A fost proiectat ca o variantă sedan a modelului Fiat Grande Punto și s-a vândut în mai multe piețe, inclusiv Europa, America Latină, India și Turcia.

## Caracteristici principale
Design: Elegant și modern, bazat pe platforma Fiat Small, similară cu cea a lui Grande Punto.
Dimensiuni: Lungime de aproximativ 4,56 m, lățime de 1,73 m și ampatament de 2,60 m, oferind un spațiu decent pentru pasageri și un portbagaj generos.
Motorizări: A fost echipat cu o gamă variată de motoare pe benzină și diesel, inclusiv:
1.4 litri benzină (atmosferic și turbo)
1.6 și 1.9 litri multijet diesel
motoare diferite în funcție de piață, cu transmisii manuale și automate.
Dotări: Disponibil cu dotări precum climatizare automată, sistem Blue&Me (dezvoltat împreună cu Microsoft), airbaguri multiple și ABS.
Succes pe piețe: A avut un succes moderat în America Latină, India și Turcia, unde a fost produs la uzina Tofaș.
Fiat Linea a fost înlocuit treptat de modele precum Fiat Tipo sedan și Fiat Cronos (în America de Sud). Deși nu a fost cel mai popular model Fiat, a fost apreciat pentru confort, spațiu și raportul calitate-preț.